# True

true (в переводе с англ. — «истинное») — консольная команда UNIX-совместимых операционных систем, единственное действие которой — возвратить значение 0. Такой код завершения рассматривается командной оболочкой UNIX как нулевой код ошибки, то есть как логическое значение «истина».
Команда используется там, где по контексту необходимо условие, чаще всего в условных операторах и циклах в командных скриптах. Например, такой bash-скрипт будет выводить строку hello до бесконечности:
```
while
 
true
;

do

  
echo
 
hello

done

```